# كولومبيا في الألعاب الأولمبية الصيفية 2016
نافست كولومبيا في دورة الألعاب الأولمبية الصيفية 2016 في ريو دي جانيرو، البرازيل، من 05-21 أغسطس 2016. وكان هذا الظهور التاسع عشر للبلاد في دورة الألعاب الأولمبية الصيفية.